# 엘 니뇨 케 비노 델 마르
《엘 니뇨 케 비노 델 마르》(스페인어: El niño que vino del mar)은 1999년 방영된 멕시코의 텔레노벨라이다.